# ولسوالی نیلی
نیلی یکی از ولسوالی‌های ولایت دایکندی در مرکز افغانستان است. جمعیت آن در سال ٢۰٢۰ (میلادی) ۴٢٬٨٣٢ نفر اعلام شده‌است. شهر اصلی این منطقه که نیلی نیز نامیده می‌شود، مرکز استان دایکندی است. شهر نیلی دارای یک فرودگاه کوچک (بالگردی) با باند شن و یک ایستگاه رادیویی تجاری است. شرایط آب و هوایی در فصل زمستان شدید و جاده‌های خطرناک است.
این ولسوالی که مرکز ولایت دایکندی است شامل قریه‌های دشت، سرنیلی، ونوک، خوالک، پای نیلی، سنگموم، لذیر، غروج، غدار، کوه آغا حسین، پایکوتل، خاکباد، لشکرگاه، سوختوک، میش و… می‌باشد.
به دلیل عدم دسترسی جغرافیایی نیلی و مشکلات حاد امنیتی، تنها در آوریل ۲۰۰۷ بود که سازمان ملل متحد دفتر «هیئت معاونت سازمان ملل متحد در افغانستان» (UNAMA) را در نیلی افتتاح کرد.

## مشخصات
- تعداد روستاها: ۱۳۵
- تنوع قومی: ۱۰۰% هزاره
- مدارس: ۱۵ ابتدایی، ۳ راهنمایی، ۲ دبیرستان
- مراکز بهداشتی درمانی: ۵
- محصولات اصلی کشاورزی: بادام، زردآلو، ذرت، گندم
- صنایع دستی اولیه: گلدوزی، کلاه دوزی، بافندگی

## افراد برجسته
- عذرا جعفری، در دسامبر ۲۰۰۸ تا دسامبر ۲۰۱۳ عذرا جعفری توسط حامد کرزی رئیس‌جمهور افغانستان به عنوان شهردار منطقه نیلی منصوب شد و به این ترتیب اولین شهردار زن افغانستان شد. او یکی از شهرداران موفق در افغانستان بود.
- محمدحسین صادقی نیلی
- نصرالله صادقی‌زاده نیلی